# Alexandre de Schleswig-Holstein-Sonderburg
Alexandre de Schleswig-Holstein-Sonderburg (en alemany Alexander von Schleswig-Holstein-Sonderburg) va néixer a Sønderborg el 20 de gener de 1573 i va morir a la mateixa ciutat el 13 de març de 1627. Era un noble alemany de la Casa d'Oldenburg, fill del duc Joan II (1545-1622) i de la princesa Elisabet de Brunsvic-Grubenhagen (1550-1586).

## Matrimoni i fills
El 26 de novembre de 1604 es va casar a Oldenburg amb la princesa Dorotea de Schwarzburg-Sondershausen (1579-1639), filla del comte Joan I de Schwarzburg-Sondershausen
(1532-1586) i d'Anna de Delmenhorst (1539-1579). El matrimoni va tenir onze fills:
- Joan (1607-1653), casat amb Anna d'Oldenburg-Delmenhorst (1605-1688).
- Alexandre (1608-1667), casat amb Dorotea de Sonderburg.
- Ernest Günther (1609-1689), duc de Schleswig-Holstein-Augustenbourg, casat amb Augusta de Schleswig-Holstein-Sonderburg-Glücksburg (1633-1701).
- Jordi (1611-1676).
- August Felip de Schleswig-Holstein-Sonderburg-Beck (1612-1675), casat primer amb la princesa Clara d'Oldenburg (1606-1647), després amb la seva germana Sidònia d'Oldenburg (1611-1650) i finalment amb la princesa Maria Sibil·la de Nassau-Saarbrücken (1628–1699).
- Adolf (1613-1616).
- Anna (1615-1616).
- Guillem (1616-1616).
- Sofia (1617-1696), casada amb Antoni Günther d'Oldenburg (1583-1667).
- Elionor (1619-1619).
- Felip Lluís (1620-1689), casat primer amb Caterina de Waldeck-Wildungen (1612-1649), i després amb Anna Margarida de Hessen-Homburg (1629-1686).

Havent enviudat, el 1650 es va casar amb Anna de Hessen-Homburg (†1686), filla del landgravi Frederic I de Hessen-Homburg. Però vidu de nou, es va casar per tercera vegada el 1688 amb la comtessa Magdalena Reuss d'Obergreiz (†1697), filla del comte Enric I Reuss d'Obergriez.